# Topliceni
Topliceni est une commune roumaine située dans le județ de Buzău.